# Зайцев Костянтин Миколайович
Костянтин Миколайович Зайцев (нар. 16 грудня 1983, Донецьк, УРСР) — український та російський футболіст та тренер, виступав на позиції захисника. Зіграв понад двісті матчів в чемпіонатах та кубках Росії.

## Кар'єра гравця
Народився в Донецьку, Українська РСР. Вихованець донецького футболу, а саме УОР Сергія Бубки та «Шахтаря». Перейшов у «Металург» з того ж міста, але зігравши за другу команду тільки один матч, залишив структуру «металургів», і перейшов у нещодавно утворений «Словхліб» з міста Слов'янська, за який відіграв 12 матчів в аматорській першості. Наступним клубом стала «Сталь» з Дніпродзержинська. Вище вказаний колектив став останнім клубом з України для футболіста.
У 2003 році гравець перейшов у хабаровський «СКА-Енергію», за який грав протягом п'яти сезонів. Після короткого періоду в подольському «Витязі» грав за «Мордовію», з якої вийшов у Прем'єр-лігу, але покинув клуб, так і не дебютувавши у вищому дивізіоні. В кінці кар'єри виступав за «Тюмень», рязанську «Зірку» і брянське «Динамо».
Граючи за Брянську команду, отримав травму коліна. За порадою Віктора Файзулін, з яким Костянтин Зайцев подружився ще в хабаровському «СКА», операція на коліні була зроблена в Санкт-Петербурзі. У місті на Неві Костянтин вирішив залишитися як тренер.

## Кар'єра тренера
Працював тренером у ДЮСШ «Мегаполіс-Озерки» і «Володимирський Експрес». У 2019 році — головний тренер команди «Алгоритм» Санкт-Петербург — учасниці першості (в першій лізі) і кубку Санкт-Петербурга. У грудні змушений був покинути клуб у зв'язку з заморожуванням даного проекту.
З грудня 2019 року — помічник головного тренера професіонального клубу «Зірка», помічник головного тренера міського клубу «Зірка» і головний тренер міської молодіжної команди «Зірка-м».